# Куте (Купрес)
Куте су насељено мјесто у Босни и Херцеговини у општини Купрес које административно припада Федерацији Босне и Херцеговине. Према попису становништва из 1991. у насељу је живјело 152 становника.

## Становништво
Према попису 1991. укупно: 152
| Националност | 1991.        |
| Муслимани    | 142 (93,42%) |
| Хрвати       | 10 (6,57%)   |
| Укупно       |              |